# 프랑수아 스피리토

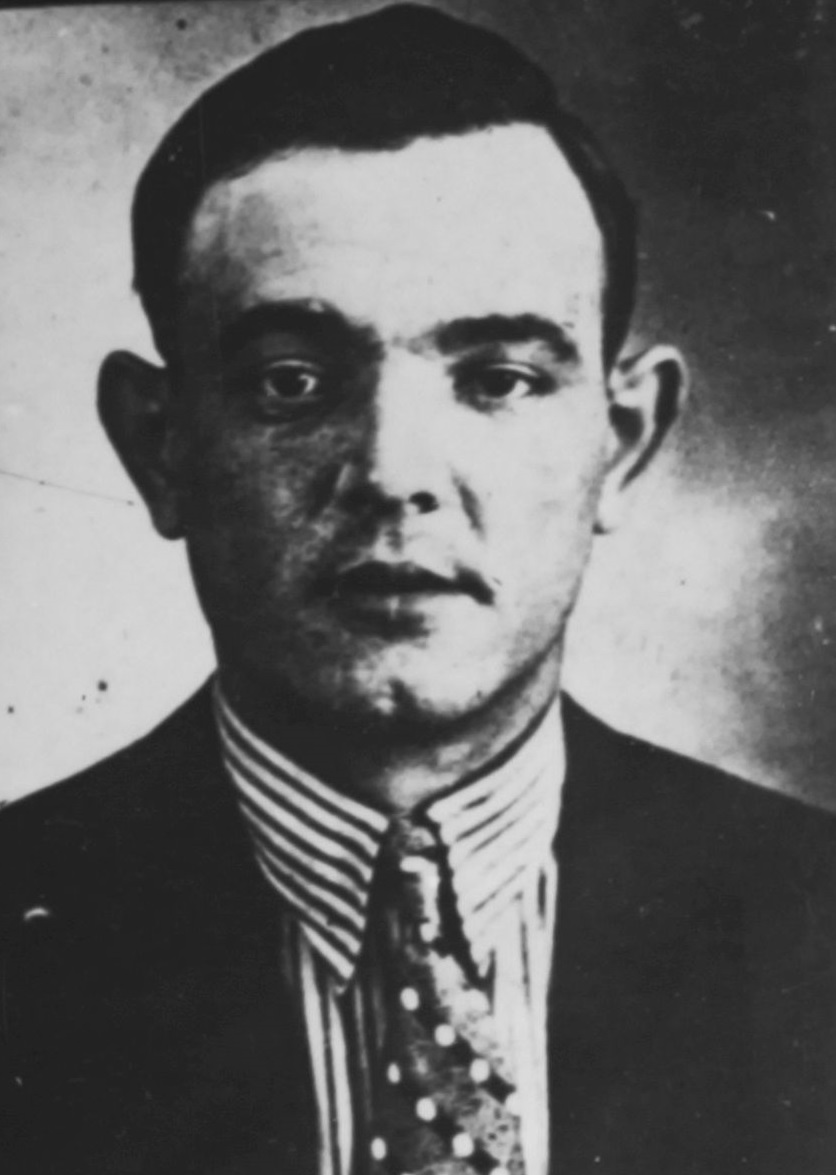
1934년 경의 스피리토

프랑수아 "리드로" 스피리토(François "Lydro" Spirito, 1900년 1월 23일 마르세유-1967년 10월 9일 툴롱)는 불란서의 조폭으로 프렌치 커넥션을 이끈 조폭들 중 한 명이다. 스피리토에 대해 다룬 영화로 보살리노가 있다.